# Christopher Bautzmann
Christopher Bautzmann, est un homme de science saxon, né vers 1590 à Erford dans la ville libre d'Erfurt. Il est le père de Johannes-Christopher Bautzmann.
Il vint se fixer d'abord à Hambourg, puis à Otterndorf, dans le pays d'Hadeln.
En 1625, Adolphe-Frédéric, duc de Mecklembourg, l'appelle auprès de lui, à Schwerin, et en 1658, il devient médecin provincial (autorité médicale la plus élevée) dans les duchés de Brême-et-Verden.
Il est l'auteur de plusieurs ouvrages sur la chimie.

## Source
- Dictionnaire des sciences médicales. Biographie médicale. Paris, Panckoucke, 1820.